# 肯代賴什

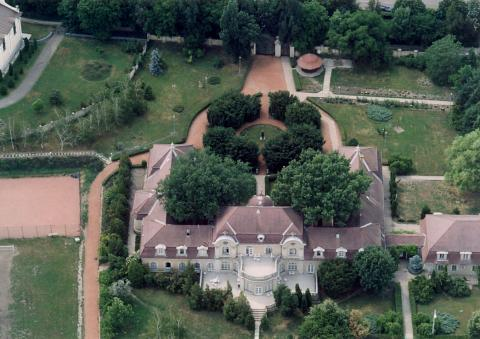

肯代賴什是匈牙利的城鎮，位於該國東部，由亞斯-瑙吉孔-索爾諾克州負責管轄，面積111.24平方公里，2011年人口4,736，其中約六成居民信奉天主教。

## 外部連結
- Home page （页面存档备份，存于）